# Binnenvaart Branche Unie
BinnenvaartBrancheUnie is een Nederlandse brancheorganisatie voor de binnenvaart. Zij is aangesloten bij de Europese Schippersorganisatie (ESO).
De brancheorganisatie is voortgekomen uit haar voorloper Kantoor Binnenvaart. Deze organisatie heeft zich ingezet voor één grote brancheorganisatie die beter in staat zou moeten zijn om de belangen van haar leden te vertegenwoordigen. Om dit te bereiken zouden de bestuurlijke en operationele lijnen transparanter en korter moeten worden. Ook zou de vereniging door haar omvang meer inspraak krijgen tijdens overleg met de twee andere grote organisaties in de binnenvaart Centraal Bureau voor de Rijn- en Binnenvaart (CBRB) en Koninklijke Schuttevaer
Van de oprichtende lidorganisaties; CBOB, ONS, RKSB en Rijn&IJssel, hebben ONS en RKSB, zich inmiddels opgeheven ten gunste van de BBU.
Op 28 december 2011 is in de afzonderlijke ledenvergaderingen van CBOB, RKSB en ONS besloten tot oprichting van deze federatieve ondernemersvereniging. Dit werd de tegenwoordige Binnenvaart Branche Unie (BBU), die op werd gericht op 30 december 2011. Van de BBU worden zowel verenigingen als individuele leden lid. Hierdoor telde de vereniging op 30 december 2011 circa 850 Nederlandse binnenvaartondernemers mee in het georganiseerd overleg zoals cao-besprekingen.
Met het CBRB en Koninklijke Schuttevaer vinden besprekingen plaats om tot één grote organisatie te komen (stand 2011).

## Overige organisaties
Er zijn ook een aantal organisaties die niet zijn samengesmolten met de BBU. Met deze organisaties heeft de BBU een samenwerkingsconventant afgesloten. Deze samenwerkingsverbanden betreffen voortzettingen van reeds bestaande banden met Kantoor Binnenvaart. De volgende organisaties hebben een samenwerkingsverband met de BBU:
- Christelijke Bond van Ondernemers in de Binnenvaart (CBOB)
- Vereniging van sleep- en duwbooteigenaren 'Rijn en IJssel'
- Vereniging van Eigenaren en Exploitanten van Overzetveren in Nederland (VEEON)
- Vereniging Belgische Reders der Binnen- en Rijnvaart (VBR)
- Bond van Eigenschippers (BvE)
- Algemene Maatschappij voor Varenden (AMVV)
- Katholiek Sociaal en Cultureel Centrum voor Rijn- en Binnenvaart (KSCC)
- Landelijk Oudercontact voor de Trekkende Beroepsbevolking (LOVT)